# Pacoti
Pacoti es un municipio brasileño del estado del Ceará. Su población estimada en 2004 era de 11 354 habitantes.
Está localizado en el Macizo de Baturité en un Área de Protección Ambiental - APA de Baturité y dista aproximadamente 95 km de Fortaleza. El clima es ameno, entre 20 y 30 grados Celsius. 

## Denominación
Pacoti es el nombre del río que nace al extremo sur de la Sierra de Baturité y baña el municipio. 